# 趾叶栝楼
趾叶栝楼（学名：Trichosanthes pedata）为葫芦科栝楼属下的一个种。